# 伍德黑文 (密歇根州)
伍德黑文（英語：Woodhaven）是一個位於美國密歇根州韋恩縣的城市。

## 人口
根據2020年美國人口普查的數據，伍德黑文的面積為16.69平方千米，當中陸地面積為16.55平方千米，而水域面積為0.14平方千米。當地共有人口12941人，而人口密度為每平方千米775人。